# Moonlit Floor
"Moonlit Floor (Kiss Me)", inicialmente intitulada como "Moonlit Floor", é uma canção da cantora e rapper tailandesa Lisa. Esta música foi lançada através da Lloud e da RCA Records no dia 4 de outubro de 2024, sendo o 3º single do seu álbum Alter Ego, como artista solo. É uma música com género Dance pop, tendo elementos de "Kiss Me" de Sixpence None the Richer. Lisa cantou a canção pela primeira vez antes do seu lançamento oficial no Global Citizen Festival.

## Background
Depois de Lisa não ter renovado o seu contrato com a sua empresa YG Entertainment para atividades solo, ela fundou a sua própria empresa chamada de Lloud em fevereiro de 2024. Posteriormente, Lisa assinou um contrato com RCA Records em abril para suas novas cançãos, juntamente com a sua empresa, Lloud. Ela lançou "Rockstar" e "New Woman" (com participação de Rosalía), em junho e agosto, respetivamente; "Moonlit Floor" é o 3º single do seu álbum, sucedendo "New Woman".

## Composição
"Moonlit Floor" é uma música Dance Pop sobre estar apaixonada. Lisa canta como um "green-eyed, French boy got me trippin" e elogia a sua pele suave, os beijos que ele lhe dá e os "truques" que a língua dele faz. O refrão da música tem partes da música "Kiss Me" dos Sixpence None the Richer com a letra "Kiss me beneath the milky twilight/ Lead me out on the moonlit floor" ajustada para "Kiss me, under the Paris twilight / Kiss me out on the moonlit floor" continuando a fazer as 2 músicas falarem sobre um amante francês.

## Promoções e Performances Ao Vivo
Lisa começou a dar indícios de que iria lançar uma nova música através de vídeos lançados no Tik Tok nos dias 15 e 20 usando partes de sua nova música como som de fundo. No dia 25 ela lançou um vídeo dela mesma a chegar perto de um microfone e cantar as palavras "so kiss me" dando um beijo para a tela. Fãs especularam que Sabrina Carpenter cantaria como artista convidada na música por causa do outift que Lisa usou no 1º vídeo, a dar spoilers de sua nova música, pois combinava com a estética da nova turnê de Sabrina Carpenter chamada de "Short n' Sweet Tour". As legendas do vídeo tinham estes 3 emojis: "🌙🎤💋", que pareciam dar indícios a capa do álbum de Sabrina Carpenter, Short n' Sweet. Fãs perceberam os elementos da música "Kiss Me" dos Sixpence None the Richer, que Carpenter fez um cover dela em Detroit no dia 26 de setembro aumentando mais as especulações. No dia 28 de setembro, Lisa performou no Global Citizen Festival. Durante o seu set, a Lisa surpreendeu a audiência cantando o próximo single do álbum pela primeira vez, que por sua vez não teve nenhuma parte com a Sabrina Carpenter. Depois da performance, Lisa anunciou o lançamento do seu single em todas as suas redes sociais para ser dia 3 de outubro de 2024 às 8 da noite ET ou em 4 de  outubro de 2024 às 7 da manhã ICT.

## Pessoal
Adaptado dos créditos no Tidal.
- Lisa – vocais
- Rykez – produção, baixo, bateria, guitarra, teclado, sintetizador
- Sarah Troy – vocais de fundo
- Serban Ghenea – mixing
- Randy Merrill – mastering
- Bryce Bordone – engineering assistance
- Jelli Dorman – engenharia vocal
- Kuk Harrell – produção vocal

| Região | Data                  | Formato                    | Gravadora  | Ref.  |
| ------ | --------------------- | -------------------------- | ---------- | ----- |
| Várias | 4 de outubro de 2024  | Digital download streaming | Lloud RCA  | [ 1 ] |
| Itália | 11 de outubro de 2024 | Rádios                     | Sony Italy | [ 2 ] |